# EOLSS
Энциклопедия систем жизнеобеспечения (англ. EOLSS, Encyclopedia of Life Support Systems) — энциклопедия, созданная под эгидой  ЮНЕСКО. Электронное собрание энциклопедий включает в настоящее время более 530 томов, содержащих более 70 миллионов слов, и постоянно увеличивается.
Доступ бесплатный для учебных заведений в малоразвитых и развивающихся странах и филантропических организаций, работающих для устойчивого развития.
Есть возможность короткого бесплатного доступа, а также льготы для учебных заведений в развитых странах

## Состав
Включает в себя 20 энциклопедий
- Земля и атмосфера
- Математика
- Биология, психология и медицина
- Биотехнология
- Тропическая биология и природные ресурсы
- Использование земельных ресурсов, землеведение
- Химические науки и технологии
- Физические науки и технологии
- Наука управления, роботехника, автоматизация
- Социальные и гуманитарные науки
- Водные ресурсы и технологии
- Энергетика
- Экология и окружающая среда
- Сельское хозяйство и продовольствие
- Человеческие ресурсы
- Управление природными ресурсами
- Экономика и производство
- Организации и инфраструктура
- Технология, информация и системное управление
- Региональное устойчивое развитие